# Charles Dupin

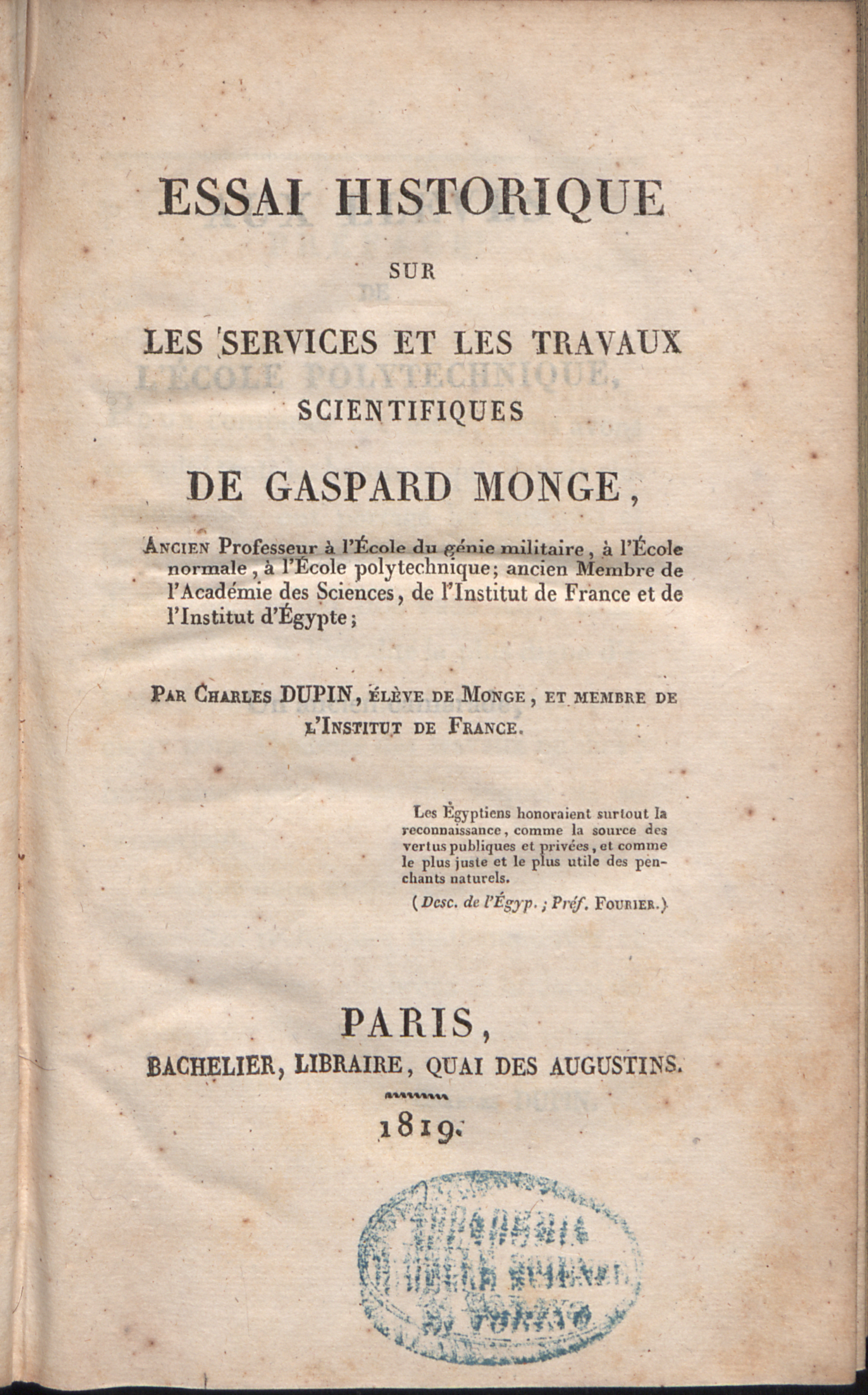
Essai historique sur les services et les travaux scientifiques de Gaspard Monge, 1819

Pierre Charles François Dupin, född 6 oktober 1784 i Varzy, departementet Nièvre, död 18 januari 1873 i Paris, var en fransk baron, matematiker, nationalekonom, statistiker och politiker, bror till André Dupin. 
Dupin var ursprungligen mariningenjör, verkade några år på Korfu och återvände 1812 till Frankrike, där han deltog i flera beskickningar till England, vars ekonomiska och handelspolitiska förhållanden han studerade grundligt. Frukten härav var det stora verket Voyage dans la Grande-Bretagne 1816–21 (sex band, 1820–24). Han hade emellertid 1819 blivit professor i mekanik och fysik vid Conservatoire des arts et métiers. År 1824 utnämndes han till baron och upphöjdes 1837 till pär av Frankrike. Han valdes 1828 som "liberal" till deputerad och var 1834 marinminister i Hugues-Bernard Marets ministär. År 1848 och 1849 tillhörde han som folkrepresentant högern; under andra kejsardömet utnämndes han 1852 till senator.
Dupin verkade i hög grad för att höja den statistiska vetenskapen, då var försummad av den franska staten; på hans initiativ inrättades statistiska byråer. Hans betydelse som matematiker i hög grad knuten till hans Développements de Géometrie (1813), i vilken han ger utomordentligt viktiga bidrag till teorin om buktiga ytor. Som ekonom ägnade han i huvudsak åt praktiska frågor, såsom inrättandet av sparbanker, fabriksreformer, kolonialism och utställningar.
Bland hans många senare skrifter kan särskilt nämnas Le petit producteur français (sju band, 1827 ff.), som i samtalsform ger en fängslande skildring av genomgripande förändringarna i Frankrikes ekonomiska liv före och efter franska revolutionen 1789. En med statistiska och historiska upplysningar späckad översikt över Frankrikes ekonomiska tillgångar ger Les Forces productives et commerciales de la France (två band, 1827), och kompletteras med Les Forces productives et commerciales des nations depuis 1800 jusqu'à 1851 (fyra band, 1851). Han invaldes som utländsk ledamot av svenska Vetenskapsakademien 1822.